# Tashigön
Tashigön (tibétain : བཀྲ་སིས་མགོན, Wylie : bkra sis mgon, THL : Tashigön), est un chogyal (roi) du Xe siècle qui gouverne le royaume de Purang-Gugé.
Il est le fils de Kyide Nyimagon, qui avait fondé après 910 un le royaume de Ngari Korsum, comprenant notamment ce royaume. Le royaume est divisé auprès de ses trois enfants. Les deux frères de Tashigön, Lhachen Palgyigön et Detsukgön héritent ainsi respectivement de Maryul et de Zanskar.
Le lama Yeshe Ö, un de ses fils hérite de son royaume en 967 et abdique en 975 de ce titre, le confiant à son frère, pour se réserver à la vie monacale.
Le dzong de Tegla Kar devient le principal fort du royaume de Purang-Gugé ou de Purang, sous le règne de son autre fils, Kori (ou Khore).